# Вайгач
Остров Вайга̀ч (на руски: Остров Вайгач) е остров в Северния Ледовит океан, на границата между Баренцово море на запад и Карско море на изток, в североизточната част част на Ненецкия автономен окръг на Архангелска област в Русия.
Разположен е северозападно от Югорския полуостров, от който го отделя протока Югорски Шар, а на северозапад протока Карски Врати – от архипелага Нова Земя. Дължина около 100 km, ширина до 45 km, площ 3383 km2. Западните му брегове са осеяни с множество малки заливи, а източните са по-слабо разчленени, предимно стръмни. Повърхността му е равнинна, а в средата му са разположени 2 успоредни възвишения с височина 140 – 170 m, максимална 171 m, в северната част. Изграден е основно от долнопалеозойски и пермски глинести шисти, пясъчници и варовици. Климатът е студен. Средна февруарска температура –20 °C, средна юнска – около 5 °C. Болшинството от реките протичащи по него са с малка дължина (20 – 40 km) и изобилстват от прагове и водопади. Има множество малки езера и блата. Покрит е с тундрова растителност. На северното му крайбрежие са разположени бившите села Вайгач и Долгая Губа, а на южното – единственото населено място село Варнек.

## Топографски карти
- Лист от карта R-40-XVII,XVIII полярная ст. Болванский Нос. Мащаб: 1 : 200 000. Състояние на местността към 1976 год. Издание 1982 г.
- Лист от карта R-41-XIII,XIV м. Гомса-Сале. Мащаб: 1 : 200 000. Издание 1971 г.
- Лист от карта R-40-XXIII,XXIV Бухта Лямчина. Мащаб: 1 : 200 000. Състояние на местността към 1976 год. Издание 1982 г.
- Лист от карта R-41-XIX,XX Амдерма. Мащаб: 1 : 200 000. Състояние на местността към 1968 год. Издание 1982 г.